# Amphiura immira
Amphiura immira is een slangster uit de familie Amphiuridae.
De wetenschappelijke naam van de soort werd in 1942 gepubliceerd door C.A. Ely.